# Хадспет, Альберт Джеймс
Альберт Джеймс «Джим» Хадспет (Albert James «Jim» Hudspeth; род. 1945, Хьюстон, штат Техас) — американский учёный в области нейронаук, специалист по нейробиологии и биофизике слуха.
Доктор философии (1973), доктор медицины (1974), профессор Рокфеллеровского университета (с 1995) и исследователь Медицинского института Говарда Хьюза (с 1993), член Национальной АН США (1991) и Американского философского общества (2015).
Родился и вырос в Хьюстоне, окончил Гарвард-колледж (бакалавр биохимии, 1967). В Гарвардском университете также получил степени магистра (1968) и доктора философии (1973) по нейробиологии, и в его же медицинской школе — степень доктора медицины (1974). Являлся постдоком в последней школе (в 1975 году) и Каролинском институте в Стокгольме (1974). После работал в Калтехе (ассистент-профессор с 1975 г., ассоциированный профессор с 1978 г., профессор с 1982 г.), Калифорнийском университете в Сан-Франциско (профессор в 1983—1989 гг.) и University of Texas Southwestern Medical Center (профессор в 1989—1995 гг.). Ныне в Медицинском институте Говарда Хьюза и именной профессор (F. M. Kirby Professor) и завлабораторией в Рокфеллеровском университете.
Член Американской академии искусств и наук.

## Награды
- W. Alden Spencer Award[англ.], Columbia University College of Physicians and Surgeons (1985)
- Kenneth S. Cole Award, Biophysical Society[англ.] (1991)
- Charles A. Dana Award for Pioneering Achievements in Health (1994)
- Премия Розенстила, Университет Брандайса (1996)
- Award of Merit, Association for Research in Otolaryngology[англ.] (2002)
- Ralph-W.-Gerard-Preis[нем.], Society for Neuroscience (2003)
- Distinguished Teaching Award Рокфеллеровского университета (2009)
- Guyot Prize, Гронингенский университет (2010)
- Премия Кавли по нейронаукам (2018, совместно с Robert Fettiplace[англ.] и Кристиной Пети)[4][5]
- Passano Award[нем.] (2019)
- Премия Луизы Гросс Хорвиц (2020)